# Haenamichnus uhangriensis
Haenaminchnus uhangriensis è un icnogenere attribuito agli pterosauri.